# Alexeï Kaledine
Alexeï Maximovitch Kaledine (en russe : Алексей Максимович Каледин), né le 24 octobre 1861 à Oust-Khopiorskaïa (Empire russe) et mort le 11 février 1918 à Novotcherkassk (Russie), est un officier russe qui fut ataman des cosaques du Don, combattit dans les armées blanches durant la guerre civile russe.

## Biographie

### Éducation
Kalédine est diplômé de l’école militaire de Voronej, de l’école militaire d’artillerie Michel à Saint-Pétersbourg (1882) et de l’académie d’état-major (1889). De 1903 à 1906 il est directeur de l’école militaire de Novotcherkassk puis, de 1906 à 1910, assistant du chef d’état-major de l’armée du Don.

### Première Guerre mondiale et révolution de février
Pendant la Première Guerre mondiale il commande la 12e division de cavalerie en Galicie puis succède à Alexeï Broussilov à la tête de la 8e armée du front du sud-ouest. Kaledine n’accepte pas la révolution de février : il est relevé de son commandement pour avoir refusé d’obéir aux ordres du gouvernement provisoire relatifs à la démocratisation de l’armée. Le 17 juin 1917, Kaledine est élu ataman des cosaques du Don et, sur demande de Mitrofan Bogaïevski, prend la tête du nouveau gouvernement militaire du Don (войсковое правительство), réinstauré pour la première fois depuis 1709. En août 1917, Kaledine propose à Alexandre Kerenski, chef du gouvernement, un programme pour réprimer le mouvement révolutionnaire.
Le 29 août, lors du soulèvement militaire avorté  de Kornilov, les autorités locales de Novotcherkassk demandent à Kerenski de démettre le général Kaledine de ses fonctions et de l’arrêter en tant que partisan de Kornilov. Le 31 août, un télégramme de Kerenski arrive à Novotcherkassk, informant que Kaledine était démis de ses fonctions et devait être immédiatement arrêté et jugé. L’assemblée des cosaques s’y refuse et Kerenski laisse finalement Kaledine en place.

### République du Don et armée des volontaires
Après la révolution d’octobre, Kaledine déclare prendre tous les pouvoirs dans la région du Don en attendant la restauration du gouvernement provisoire. Le 2 novembre, Kaledine accueille à Novotcherkassk le général Mikhail Alekseïev, opposé aux bolcheviques, tout en lui demandant de ne pas y rester plus d’une semaine en raison de l’attentisme de la majorité des cosaques qui, épuisés par la Grande Guerre, ne souhaitent pas s’engager dans la guerre civile russe. La seule troupe active dont dispose Kaledine est le détachement de Tchernetsov.
Le 26 novembre 1917, les bolcheviques prennent le pouvoir à Taganrog et Rostov-sur-le-Don et le général Kaledine est contraint de demander l’aide d’Alekseïev. Kaledine, Alekseïev et Kornilov s’attellent à la formation de l’armée des volontaires.
Le 28 janvier 1918, Kornilov informe Kaledine de la décision de l’armée des volontaires de se retirer dans le Kouban face à l’offensive de l’armée rouge. Kaledine ne dispose de pratiquement aucune troupe cosaque voulant se joindre aux blancs et, le 29 janvier, démissionne de son poste d’ataman. Le lendemain, il se suicide d’une balle dans le cœur ; dans sa lettre d’adieu il justifie son geste par « le refus des cosaques de suivre leur ataman ».